# تپه بهروز
تپه بهروز مربوط به عصر مس - عصر مفرغ - عصر آهن - دوره ساسانیان - دوره سلجوقیان است و در شهرستان بروجرد، بخش مرکزی، دهستان شیروان، ۶۰۰ متری جنوب غربی قلعه نو واقع شده و این اثر در تاریخ ۲۸ اسفند ۱۳۸۵ با شمارهٔ ثبت ۱۸۳۵۸ به‌عنوان یکی از آثار ملی ایران به ثبت رسیده است.